# Anders Bøtter
Anders Bøtter (født 28. august 1980 i Svendborg) er en dansk radiovært, podcaster, skribent og musikformidler.
Anders Bøtter er opvokset på den sydfynske ø Tåsinge. Elev på Glamsdalens Idrætsefterskole 1996-1997. Startede i 1.G som sproglig studerende på Svendborg Gymnasium i 1997. Blev optaget på The Mahindra United World College Of India i 1998  og tog her en International Baccalaureate (I.B). Blev i 2004 optaget på Film & Medievidenskab på Københavns Universitet. Skabte i 2005 filmselskabet "Dynamofilm", hvor han lavede musikvideoer og dokumentarer for danske musikere som Martin Hall, Salem og Efterklang.
Under studierne ved Københavns Universitet blev han ansat på Danmarks Radio som studentermedhjælper i "Bånd og Film" afdelingen. Senere fulgte fuldtids fastansættelse i "DR Diskoteket" og det første job som radiovært på DRs nye heavy-metal program "Sort Søndag", som sendte første gange den 3. januar på den digitale radiokanal "DR Rock". Efter åbningen af "Sort Søndag" blev Anders Bøtter fast tilknyttet til indslaget "Torsdags Tons", som kørte på radiokanalen P3 i programmet "Formiddagen med Adam og Sara".
Da "DR Rock" lukkede og den nye dab-kanal "P6 Beat" blev åbnet i 2011, rykkede "Sort Søndag" over på P6 BEAT. Anders Bøtter droppede ud af Københavns Universitet og begyndte som vært på en række nye programmer på P6 BEAT. Han var i en årrække fast vært på programmet "Morgenbeatet" og blev senere tilknyttet programmet "P6 BEAT elsker".
Ved siden af sit arbejde som radiovært og podcaster på DR, har Anders Bøtter været løst tilknyttet som skribent på forskellige musikmagasiner, som Soundvenue, Geiger og Diskant.dk.